# Aridius peruvianus
Aridius peruvianus es una especie de coleóptero de la familia Latridiidae.

## Distribución geográfica
Habita en Perú.